# 포모나둥근잎박쥐
포모나둥근잎박쥐 또는 포모나잎코박쥐, 안데르센잎코박쥐(Hipposideros pomona)는 잎코박쥐과에 속하는 박쥐의 일종이다. 인도와 방글라데시, 네팔, 미얀마, 중국 남부, 태국, 캄보디아, 라오스, 베트남, 말레이 반도에서 발견된다. 동굴과 바위틈에서 소규모로 무리를 지어 작은 집단 생활을 한다. 변형된 서식지에 잘 적응을 하여 도심 지역에서도 발견된다.